# 佐藤春佳
 佐藤 春佳（さとう はるか、1995年4月14日 - ）は、元秋田テレビアナウンサー。

## 人物
秋田県秋田市出身。秋田県立秋田高等学校、慶應義塾大学環境情報学部卒業後、2018年4月、秋田テレビに入社。
趣味は劇団四季などの芸術鑑賞、ミュージカル鑑賞。また、ディズニー好きでもある。特技は一輪車、体が柔らかいこと
過去にパフォーマーとしてEXILEのライブツアーに出たことがある。
2021年3月、秋田テレビを退社。

## 担当番組
- Live News あきた

## リンク
- 秋田テレビアナウンサー

| スタブアイコン | サブスタブ | この項目は、まだ閲覧者の調べものの参照としては役立たない、アナウンサーに関連した書きかけの項目です。この項目を加筆・訂正などしてくださる協力者を求めています（PJ:アナウンサー）。 |